# エメラルド・フロウジョン
エメラルド・フロウジョン（Emerald Flowsion）は、プロレス技の一種である。

## 概要
三沢光晴のオリジナル技であり、代名詞的フィニッシュ・ホールド。技名のエメラルドは三沢のイメージカラーであるエメラルドグリーン、フロウジョンは「滝、流れ」を意味する。
パイルドライバーの派生技である。オクラホマ・スタンピードのように正面から相手の胴を両腕で（もしくはボディスラムのように片腕で相手の後頭部や首の付け根、もう片腕で股間を）抱え込み、相手を上下逆さまにしながら抱え上げ、自分の片肩の上にうつ伏せに乗せる（このとき、相手の頭部は前方に向いている）。その状態から片手で相手の後頭部あるいは首の付け根、もう片方の手で相手の腰の辺りを抱え、体重を乗せながら自分の横側に倒れこみ、相手を後頭部からマットに落とす技。相手の受け身の技量に応じて背中から落とすなど角度を調節する事ができる。
初公開は1998年1月26日、全日本プロレス・大阪府立体育会館第一競技場大会における秋山準との三冠ヘビー級王座防衛戦。この時、公開されたものは現在のものと若干形式が異なっていた。ツームストーン・パイルドライバーの要領で相手の胴を両腕で抱え込み、逆さにしながら担ぎ上げる。そのまま相手の体を自分の横側にずらし、さらに相手の首下付近と腰を抱えるように腕を持ち替えてから頭部から落とす。この技には、相手の首などへの負担が大きく危険で、なおかつ技を決めるまでに時間がかかるという欠点があった。その後、相手の力量に応じ落とし方を調整でき、なおかつスムーズに技に移行できるように現在の型に改良された。なお、最初に公開されたフォームは、原型エメラルド・フロウジョン、オリジナル・エメラルド・フロウジョンと呼ばれることもある。また、考案後に名称が定まるまでは変型ツームストーン・パイルドライバーと仮称されていた。

## 主な使用者
- 三沢光晴
- 潮崎豪
- 新泉浩司
- 武藤敬司
- フレッド・ロッサー
- 丸藤正道 - タイガーフロウジョンまたポールシフト式エメラルドフロウジョンの形で使用。
- 河上隆一 - スカーレット・フロウジョンの名称で使用。
- サモア・ジョー - アイランド・ドライバーの名称で使用。
- オカダ・カズチカ

## バリエーション
雪崩式
コーナー最上段や2段目などから仕掛ける。
パスキャッチ式
タッグマッチ時、味方の選手が相手を担ぎ上げて自分の肩の上に相手を乗せてもらってから、敢行する。他に味方選手がブレーンバスターで持ち上げ、コーナーポストの上に待機している自分に相手の体を渡し、雪崩式で見舞う型が存在する。
引き抜き式
バックを取ったり、技をかける目的で自分の背後にいる相手の頭部を両手で掴み、そのまま上方へ持ち上げてから相手を肩の上に乗せ、そのままリング中央に移動して敢行する。飛び技をねらってコーナー上にいる相手に対して決めることもある。
断崖式
エプロンサイドから場外へ向けて敢行する危険なもの。
ツープラトン式
三沢とパートナーの小川良成が使用する合体式のエメラルド・フロウジョン。相手の両サイドからそれぞれが体を持ち上げて落とす。

## 類似技
Hサンダー
ハヤブサがH（エイチ）として活動していた時期に開発したオリジナル技。エメラルド・フロウジョンが片手で相手の頭部を抱えるのに対し、Hエッジは相手の背中を抱えるのが特徴で、ほぼ垂直に落とす。
CCD（コジ・クラッシュ・ダイナマイト）
小島聡が三沢光晴との対戦を経て、三沢のエメラルド・フロウジョンを参考にして考案した技。相手を肩に担ぐまではエメラルド・フロウジョンと同じだが、落とす方向が異なる。エメラルド・フロウジョンは担ぎ上げている肩の方向に倒れ込んで相手を落とすのに対し、CCDは逆サイドに倒れ込みながら落とす。名称は、小島聡の愛称「コジ（COZY）」と、当時の小島の若手時代の入場曲「CRASH DYNAMITE」から取り、初心を忘れないようにという意味。小島の後輩である雷陣明の「ライジン・バスター」も同型。
Dガイスト
佐々木貴のオリジナル技。女子式ボディスラムのように持ち上げ、エメラルド・フロウジョンとは逆サイドに落とす（CCDと同じ側。相手を担いでいない横方向）技。落とす場所には大抵、蛍光灯などのデスマッチアイテムが置かれている。
蛍光灯を目掛けて垂直落下式に落とすものは、D-ガイスト・ファイブ with 蛍光灯とも呼ばれる。
アシュラ
シュン・スカイウォーカーなどが使用。
相手をボディスラムの体勢で肩に担ぎ上げ、相手の両腕を持って頭上に持ち上げ、エメラルドフロウジョンの体勢でサイドに落とす。
鏡割
矢野通のオリジナル技。相手の左腕をハーフネルソン体勢で組みつき、相手の右腿を抱えて逆さに持ち上げ、エメラルド・フロウジョンとは逆サイドに落とす技。
鷹木式EVO

## 派生技

### エメラルド・フロウジョン改
三沢光晴のオリジナル技。BxBハルクは、「E.V.O.P.」の技名で使用。
変形エメラルド・フロウジョンと呼ばれることもあるが後述の旋回式の開発により、「改」の名称も使用されるようになった。三沢が2003年12月6日、ノア・横浜文化体育館大会の越中詩郎戦で初公開し、この試合で実況を担当していた日本テレビアナウンサーの平川健太郎が「スーパー・エメラルド・フロウジョン」と呼称したが、正式な呼び名はない。相手をブレーンバスターの体勢で抱え、エメラルド・フロウジョンの形に持ち替えて落とす。

### 旋回式エメラルド・フロウジョン
三沢光晴のオリジナル技。
正式名称は決まっていないが、単に変形エメラルド・フロウジョンと呼ばれることもある。三沢が2007年4月28日ノア・日本武道館大会の佐野巧真戦で初公開。ファイヤーマンズキャリーの体勢から相手の体を旋回させて、原型エメラルド・フロウジョンの形で落とす。KAGETORAは一騎当千の名称で、相手を落とすときの腕のクラッチが逆の技を得意とする。

### E.V.O
B×Bハルクのオリジナル技。CIMAは、「エゴイスト・シュバイナー」の技名で使用。
相手をバンプハンドル・スラムのように相手を抱えてエメラルド・フロウジョンのように落とす技。ハルクの師であるマグナムTOKYOのエゴイスト・ドライバーをベースに開発した技。ハルクよりも以前にCIMAがマグナムを挑発するために「エゴイスト・シュバイナー」という同型の技を公開している。

### F.T.X
BxBハルクのオリジナル技。
相手の右腕をハーフネルソン、左腕を股下でクラッチして担ぎ上げ、前方回転させながらシットダウンして左サイドに叩きつける変形E.V.O。
技名の由来はアメリカ遠征中に開発したことから「From TeXas」に由来。フィニッシャーとしても使用。

### TKO34th
太陽ケアのオリジナル技。
ファイヤーマンズキャリーの体勢から相手の体を上方へ跳ね上げてエメラルド・フロウジョンのクラッチに持ち替え落とす。太陽ケアよりも以前に菊タローが初代えべっさん時代に同型技「えべラルド・フロウジョン」を公開している。また、オカダ・カズチカは「ヘビーレイン」の名で使用する。

### FAT
KAZMA SAKAMOTOのオリジナル技。
リバースDDTのクラッチから相手の体を持ち上げて肩に担ぎ、エメラルド・フロウジョンのように落とす。

### タイガー・フロウジョン
丸藤正道が対三沢光晴用に、三沢のオリジナル技であるタイガー・ドライバーとエメラルド・フロウジョンを掛け合わせて考案し、温存していた技。名称も両技の合成である。しかし、この技を披露する前に三沢が死去した。2009年12月9日の日本武道館大会における、長期欠場からの復帰戦である青木篤志戦での決め技として初公開した。その後、大一番での決め技として使用されている。
掛け方は、タイガー・ドライバーのように、リバース・フルネルソンの体勢から抱え上げ、上方でロックを解いてエメラルド・フロウジョンのように両腕で相手の胴体を抱え込むように持ち替え、頭部から落とす。エメラルド・フロウジョンが横方向に倒れるのに対し、この技は斜め後方に倒れていく。

### ポールシフト式エメラルド・フロウジョン（変形タイガー・フロウジョン）
丸藤正道が2014年6月13日三沢光晴メモリアルナイトにおいて齋藤彰俊に対して決め技として放ったのが初公開。その後、丸藤のここ一番における奥の手となった。彼の得意技のポールシフトの体勢で担ぎ上げ（フィッシャーマンズ・スープレックスと同じ形）、持ち替えてエメラルド・フロウジョンの形で落とす。名称は、変型エメラルド・フロウジョンとも呼ばれるが、上記の新型や旋回式も同名称で呼ばれることがある為、ポールシフト式エメラルド・フロウジョンや、上記の彼の得意技から変型タイガー・フロウジョンなどとも呼ばれる。

### グロリア
内藤哲也のオリジナル技。
変形のリストクラッチ式サイドバスター。相手の左腕をハンマーロックで極めながら右手で掴み取り、左腕で相手の首を抱え込みながら持ち上げ、垂直落下気味に後頭部をマットに叩きつける。かつてはこの技で繋いだ後にスターダストプレスを繰り出すのが必勝パターンであり、L・I・J結成後も大一番で使用している。
内藤はこの技を開発するにあたって、丸藤正道のタイガー・フロウジョンを参考にしたと語っており、技名については自身がファンであるYUIの楽曲「グロリア」からとっており、「IWGP王座奪取のために考案した技でもあるからぴったりだった」と回答している。
技名はスペイン語で「栄光」の意。

### TIME BOMB
高橋ヒロムのオリジナル技。
ファイヤーマンズキャリーで相手を担ぎ上げ、振り子の体勢で相手の身体を旋回。相手の頭を自らの右側へと移行させ、相手の右足を右腕で抱えた状態から、右サイドに体重をのせながら倒れ込み、相手を頭から背中にかけてマットに叩きつける。ヒロムが若手時代、BEST OF THE SUPER Jr.へ参戦が決定したのを機に開発した技。当初はレインボードリームと名付けていたが、スーパージュニアの公式戦では同技を一度も決められず、2016年5月のアメリカ遠征中に初公開された。手を下ろして相手の背中を右手を首の後ろに左手を、それぞれ持っていって、相手の体を抱えたまま右半身から倒れ込み、上下逆さまの状態で落下させた相手の後頭部や背中を自身の右サイドへ叩きつける。

### TIME BOMB II
高橋ヒロムのオリジナル技。
リバース・ツームストーン・パイルドライバーの体勢で相手を逆さまに担ぎ上げ、相手の左足を自身の左脇下に抱え込みながら右手で頭部を抱え、右サイドに倒れて同時に相手の後頭部から突き刺す垂直落下式'ダイナマイト・プランジャー'TIME BOMBの進化型。

### ダイナマイト・プランジャー
高橋ヒロムのオリジナル技。上記TIME BOMBの派生技。
ファイヤーマンズキャリーで担ぎ上げた相手の上半身を押し上げ、相手の体を90°水平旋回させた後、相手の首に手を回しながら体を前方回転させて右サイドに倒れ込みながら相手を頭から背中にかけてマットに叩きつける。

### ラグナロク
YAMATOのオリジナル技。
リバース・ブレーンバスターの体勢で相手を担ぎ上げ、シットダウンと同時に左サイドに後頭部から突き刺すギャラリアの進化型。元々は対CIMA用の技として6年前に開発し、半ば封印状態にあったが2017年のT-Hawk戦で奥の手として初披露。
技名は北欧神話の終末の日より。
元々は、暁に所属していた頃に対CIMA用の技として開発されたが、当時の筋力では重量のあるレスラーを持ち上げるのが難しかったため半ば封印状態であった（練習は比較的軽量な富永千浩で行われていた）。KOBEプロレスフェスティバル2017の対 T-Hawk戦にて、ギャラリアを返された際に奥の手として披露。

### サンダー・クラッシュ
吉野達彦のオリジナル技。
相手をファイヤーマンズキャリーの体勢で担ぎ上げ右サイドに相手の体をマットに叩きつける。変形エメラルド・フロウジョンの形で落とす。